# Franciszek Stateczny
Franciszek Stateczny (ur. 1 października 1864 w Witosławicach, zm. 6 marca 1921 w Leżajsku) – teolog katolicki, pisarz, publicysta i zwolennik socjalizmu.

## Życiorys
Urodził się 1 października 1864 roku w Witosławicach w rodzinie chłopskiej. Był synem Józefa i Pauliny z domu Kirchniawy. Za przynależność do nielegalnego kółka historyczno-literackiego zorganizowanego przez Jana Kasprawicza i drobne przewinienia został usunięty z gimnazjum. W 1882 roku wstąpił do zakonu reformatów w Wieliczce a w 1885 roku złożył śluby zakonne. 
Następnie studiował teologię w Krakowie, ale z powodu naruszenia dyscypliny został przez władze zakonu reformatów wydalony. To spowodowało, że wyjechał do Włoch, wstąpił do zakonu bernardynów i po ukończeniu studiów teologicznych w 1889 roku uzyskał święcenia kapłańskie. W czasie pobytu we Włoszech poznał między innymi: Henryka Siemiradzkiego, Wiktora Brodzkiego i biskupa Giuseppe Sarto oraz hrabinę Annę Świętorzecką. Po powrocie na ziemie polskie był między innymi gwardianem klasztoru w Alwerni. Jego współpraca z polskim dziennikiem Górnoślązak spotkała się z niechęcią biskupa Georga Koppa i znacznej części kleru.
W 1906 roku przebywając w Berlinie wstąpił do Polskiej Partii Socjalistycznej zaboru pruskiego. Był uczestnikiem zebrań i wieców, został też autorem Katechizmu socjalistycznego. W latach 1912–1914 był kapelanem w żeńskim klasztorze w Winiarach. W publicystyce konfrontował chrześcijaństwo z socjalizmem. W 1919 roku w liście skierowanym do przywódcy socjalistów na Górnym Śląsku wzywał do współpracy socjalistów z katolikami na płaszczyźnie narodowej. Opowiadał się za zniesieniem wszelkiej własności, likwidacją klas społecznych oraz prywatnością poglądów religijnych. Zmarł 6 marca 1921 roku w Leżajsku, tam też został pochowany. 

## Twórczość
- Urywki o Śląsku
- Kopciuszek śląski
- De consolatione scientiae
- Compendium historia philosophiae
- Obrazki ze Śląska Polskiego
- Katechizm socjalistyczny
- Demokracja chrześcijańska w systemie sillonistów francuskich
- Hasła socjalistyczne a podstawowe prawdy chrześcijańskie
- Idea państwa w systemie socjalistycznym
- Żywot św. Franciszka z Asyżu
- Niech żyje Polska[4]